# Жуан-Пессоа
Жуа́н-Пессо́а (порт. João Pessoa) — місто в Бразилії, столиця штату Параїба. Є складовою частиною мезорегіону Зона-да-Мата-Параїбана. Входить до складу міської агломерації Жуан-Пессоа та економічно-статистичного мікрорегіону Жуан-Пессоа. Населення становить 833 932 чоловіки (станом на 2022 рік). Займає площу 210,04 км².

## Історія
Місто було засновано 5 серпня 1585 року та первинно називалось Носа-Сеньйора-дас-Невіс. 1588 року було перейменовано на честь короля Іспанії Філіпа II на Філіпія-ді-Носа-Сеньйора-дас-Невіс чи просто Філіпія. За часів голландської окупації (1634–1654) місто називалось Фредерікштадт на честь принца Оранського Фрідріха. З 1817 року місто мало назву Параїба. Сучасну назву місто отримало на честь губернатора штату Параїба Жуана Пессоа, вбитого 1930 року.

## Географія
Жуан-Пессоа — найсхідніше місто країни, за 8 км від центру розташовано мис Сейшас — найсхідніша континентальна точка не тільки Бразилії, але й усієї Південної Америки.

### Клімат
Місто знаходиться у зоні, котра характеризується мусонним кліматом. Найтепліший місяць — лютий із середньою температурою 27.2 °C (81 °F). Найхолодніший місяць — липень, із середньою температурою 24.2 °С (75.6 °F).
| Клімат Жуан-Пессоа      | Клімат Жуан-Пессоа | Клімат Жуан-Пессоа | Клімат Жуан-Пессоа | Клімат Жуан-Пессоа | Клімат Жуан-Пессоа | Клімат Жуан-Пессоа | Клімат Жуан-Пессоа | Клімат Жуан-Пессоа | Клімат Жуан-Пессоа | Клімат Жуан-Пессоа | Клімат Жуан-Пессоа | Клімат Жуан-Пессоа | Клімат Жуан-Пессоа |
| Показник                | Січ.               | Лют.               | Бер.               | Квіт.              | Трав.              | Черв.              | Лип.               | Серп.              | Вер.               | Жовт.              | Лист.              | Груд.              | Рік                |
| Абсолютний максимум, °C | 32,8               | 33                 | 33,6               | 34,8               | 32                 | 31,4               | 30,2               | 30,7               | 32                 | 31,7               | 32                 | 32,8               | 34,8               |
| Середній максимум, °C   | 30,2               | 30,5               | 30                 | 29,8               | 29,6               | 28,3               | 27,5               | 27,8               | 28,3               | 29,3               | 29,7               | 30                 | 29,3               |
| Середня температура, °C | 27,1               | 27,2               | 27                 | 26,7               | 26                 | 25,2               | 24,2               | 24,3               | 25,1               | 26,3               | 26,7               | 26,9               | 26,1               |
| Середній мінімум, °C    | 23,7               | 23,5               | 23,2               | 22,8               | 22,2               | 21,4               | 20,9               | 20,5               | 21,5               | 23                 | 23,7               | 23,9               | 22,5               |
| Абсолютний мінімум, °C  | 19,6               | 16,9               | 19                 | 20,2               | 19,6               | 17                 | 17                 | 15                 | 13,6               | 18,6               | 17,8               | 19,4               | 13,6               |
| Норма опадів, мм        | 80.1               | 101.2              | 204.9              | 264                | 282.6              | 301.7              | 236.7              | 140                | 67.6               | 28.2               | 27.7               | 36.1               | 1768.2             |
| Днів з дощем            | 4                  | 7                  | 10                 | 13                 | 14                 | 17                 | 13                 | 9                  | 4                  | 2                  | 2                  | 3                  | 103                |
| Вологість повітря, %    | 75                 | 75                 | 81                 | 79                 | 81                 | 81                 | 87                 | 75                 | 77                 | 73                 | 74                 | 74                 | 77.7               |
| ----------------------- | ------------------ | ------------------ | ------------------ | ------------------ | ------------------ | ------------------ | ------------------ | ------------------ | ------------------ | ------------------ | ------------------ | ------------------ | ------------------ |
| Джерело: Weatherbase    |                    |                    |                    |                    |                    |                    |                    |                    |                    |                    |                    |                    |                    |

## Уродженці
- Аріяну Суассуна (1927—2014) — бразильський письменник і драматург, учасник літературного руху Movimento Armorial.

## Фотогалерея

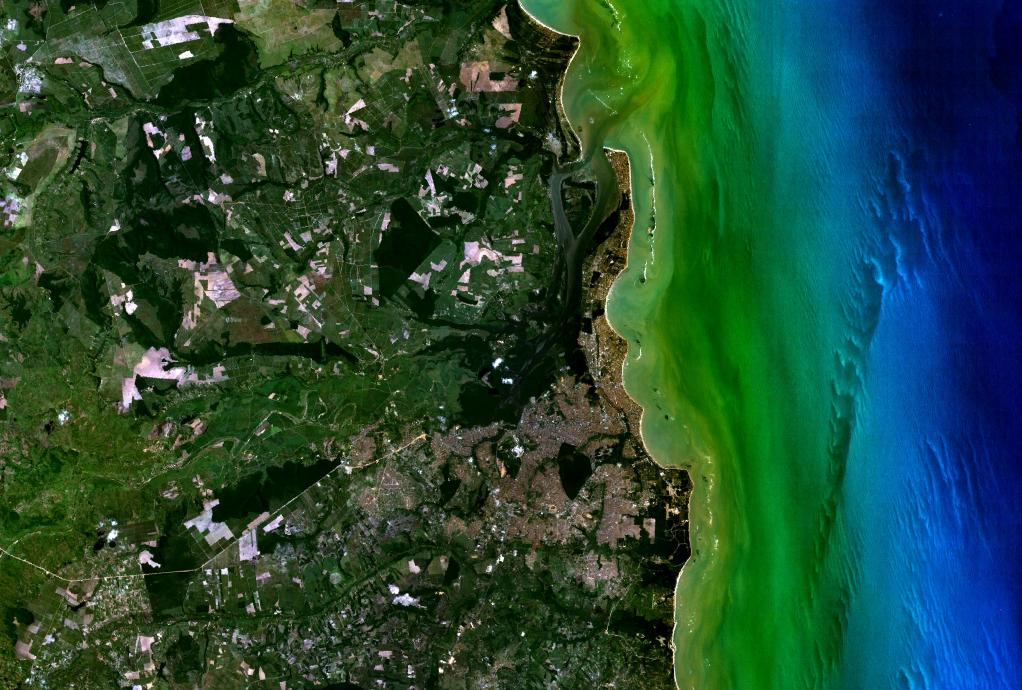
Аерофотознімок
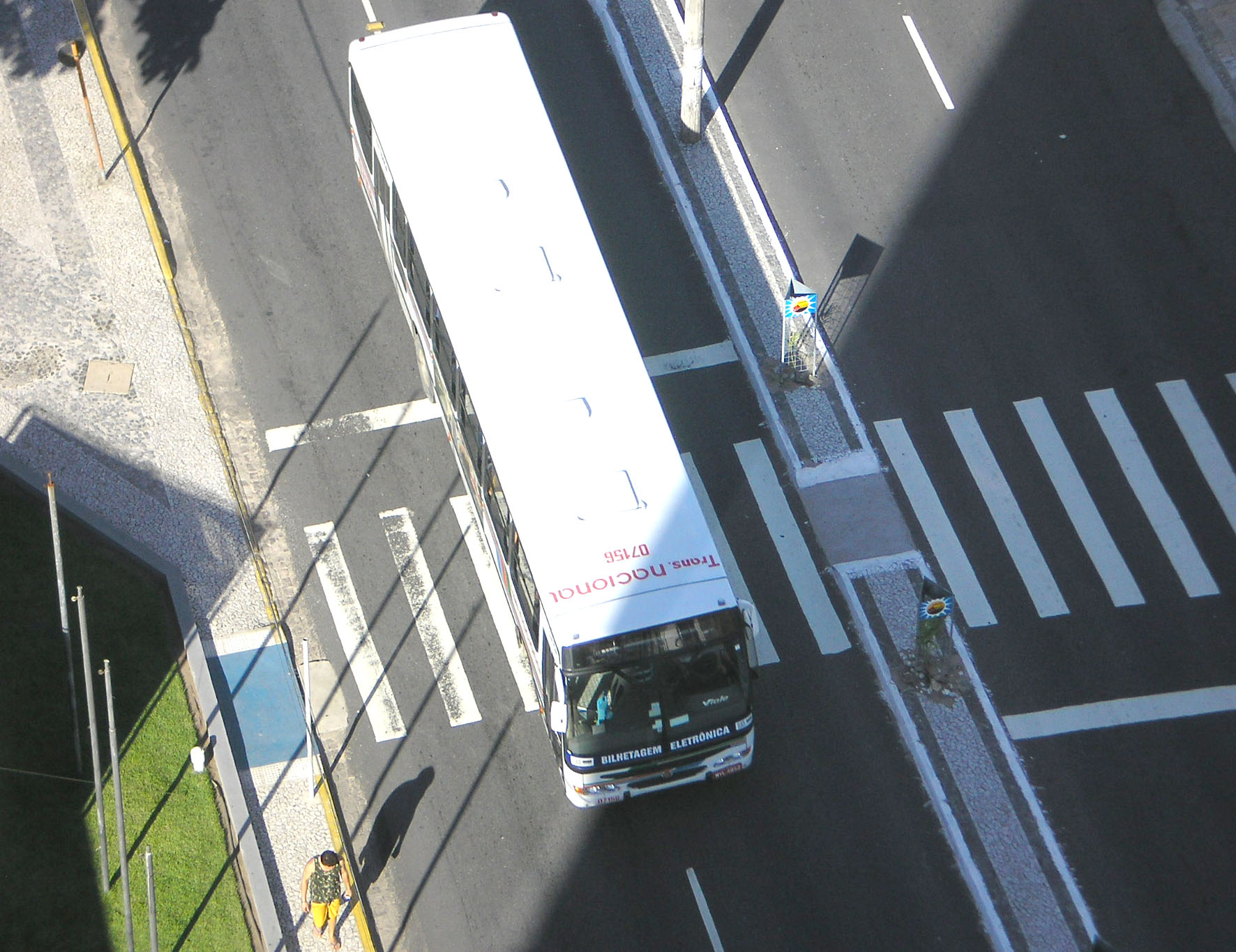
Автобусна вулиця
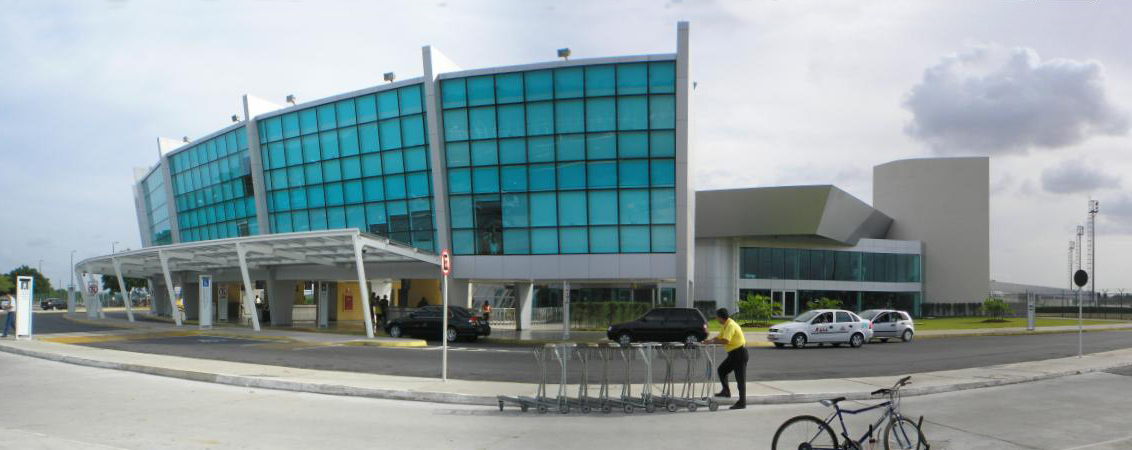
Міжнародний аеропорт Презіденті-Кастро-Пінто
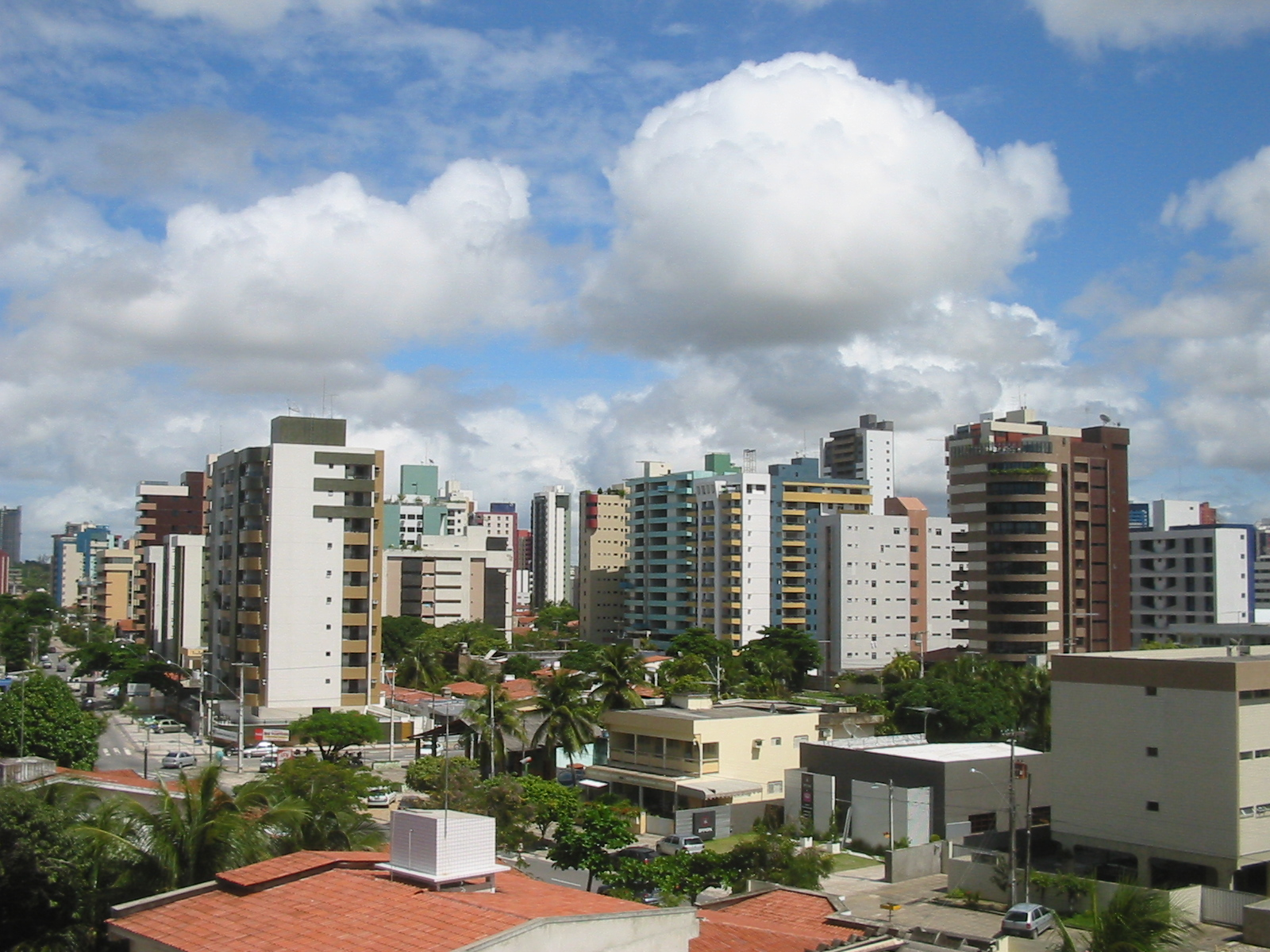
Спальний район
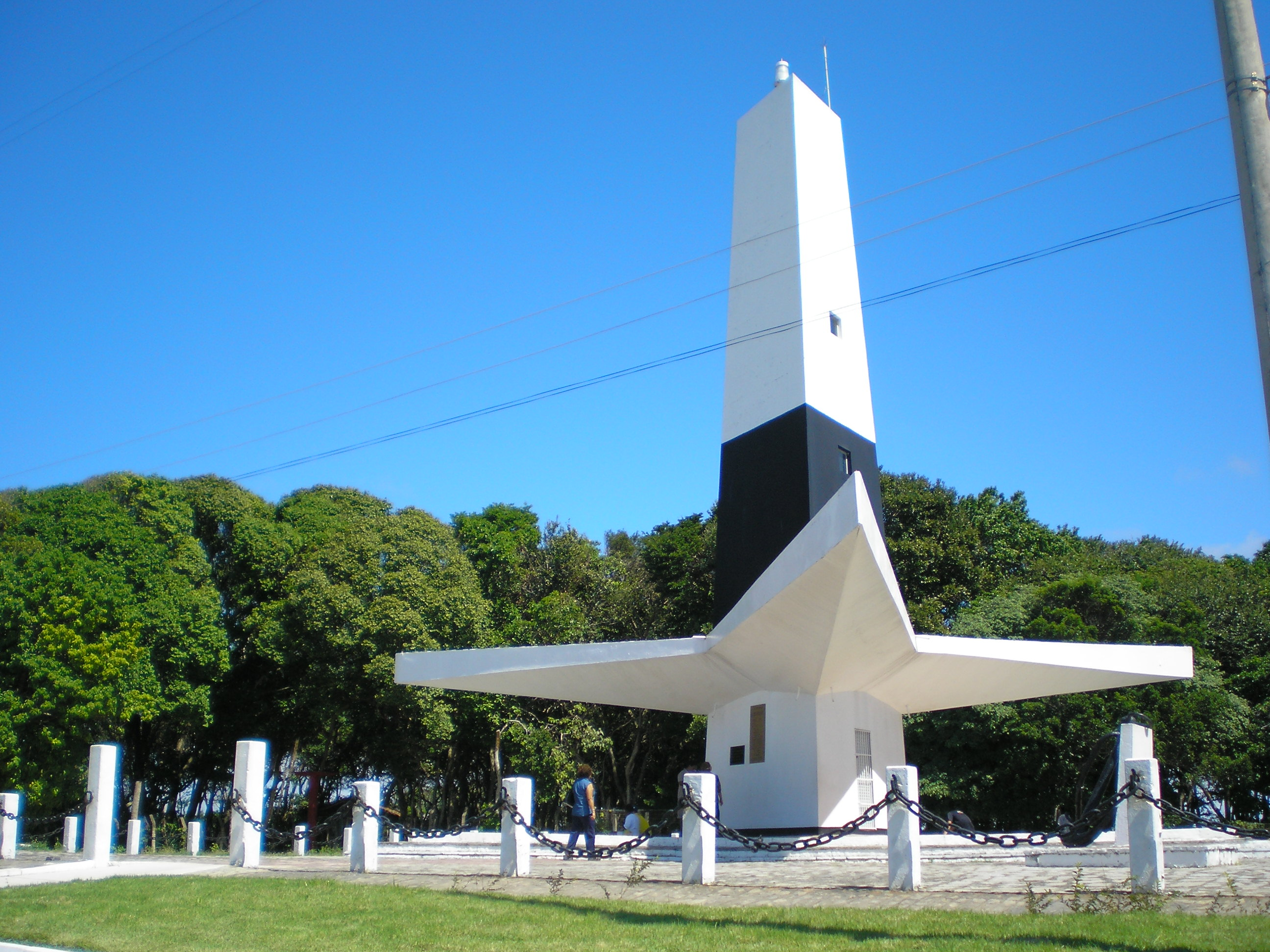
мис маяк білий
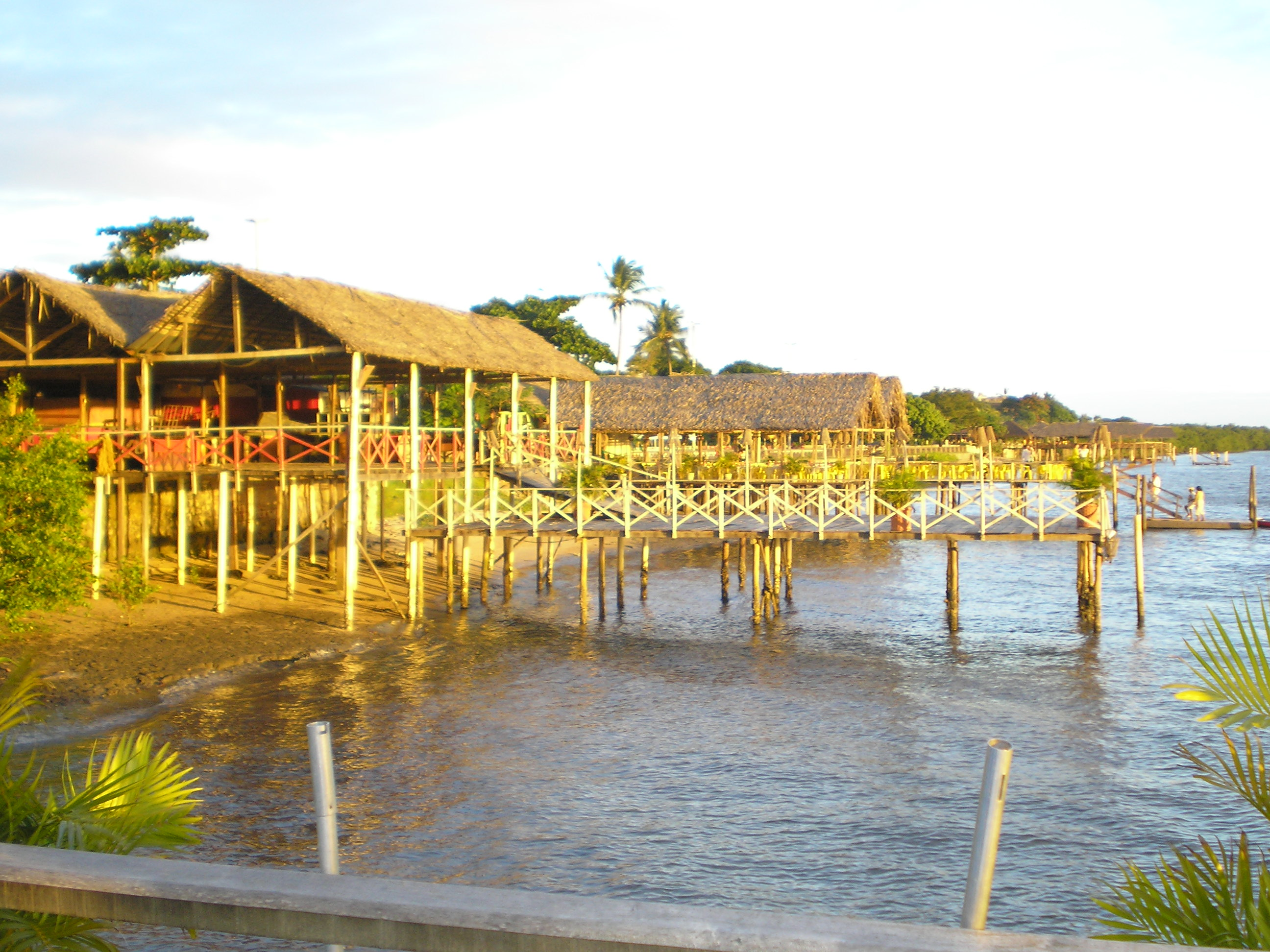
пляж Жакаре
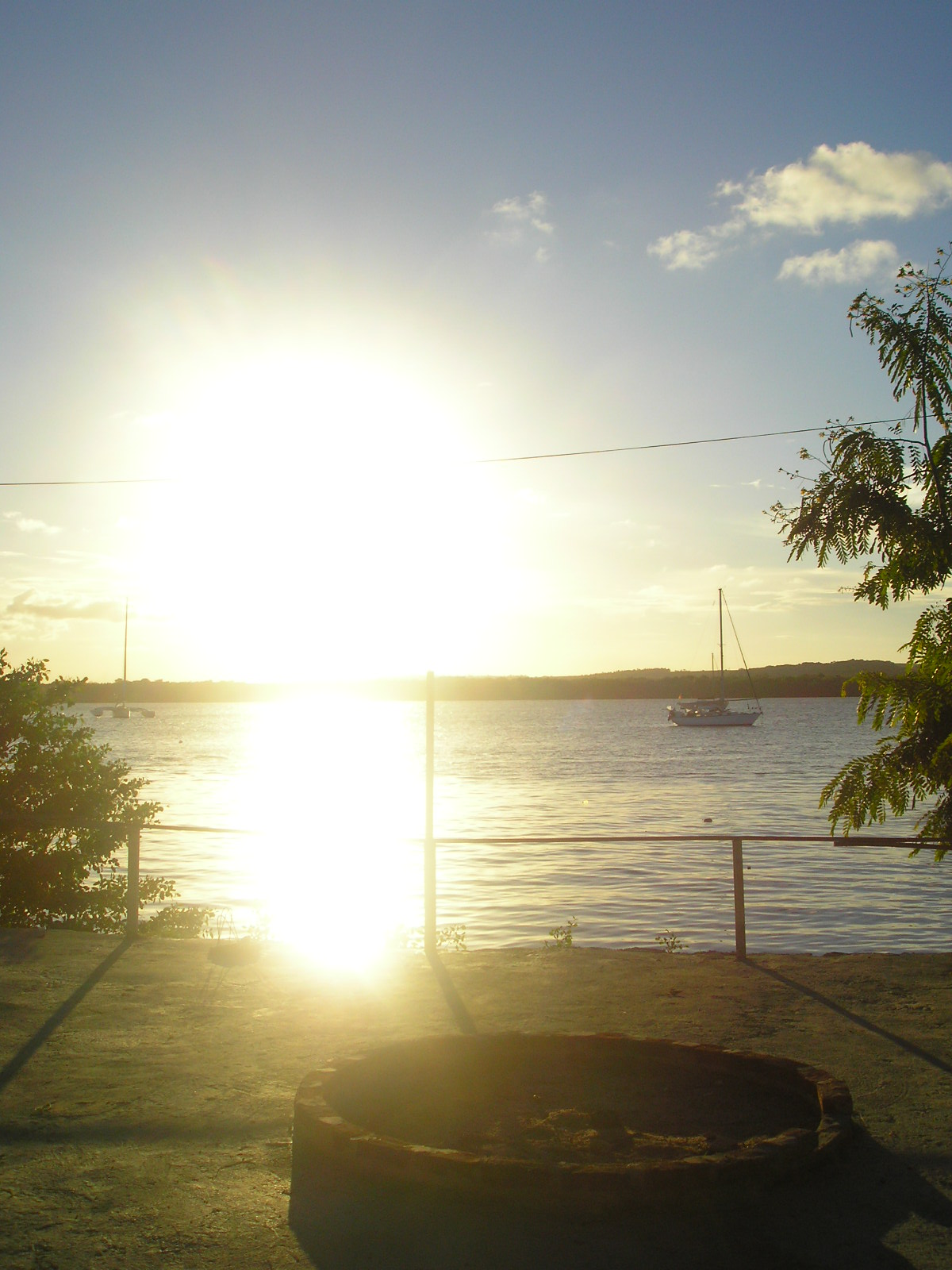
захід сонця
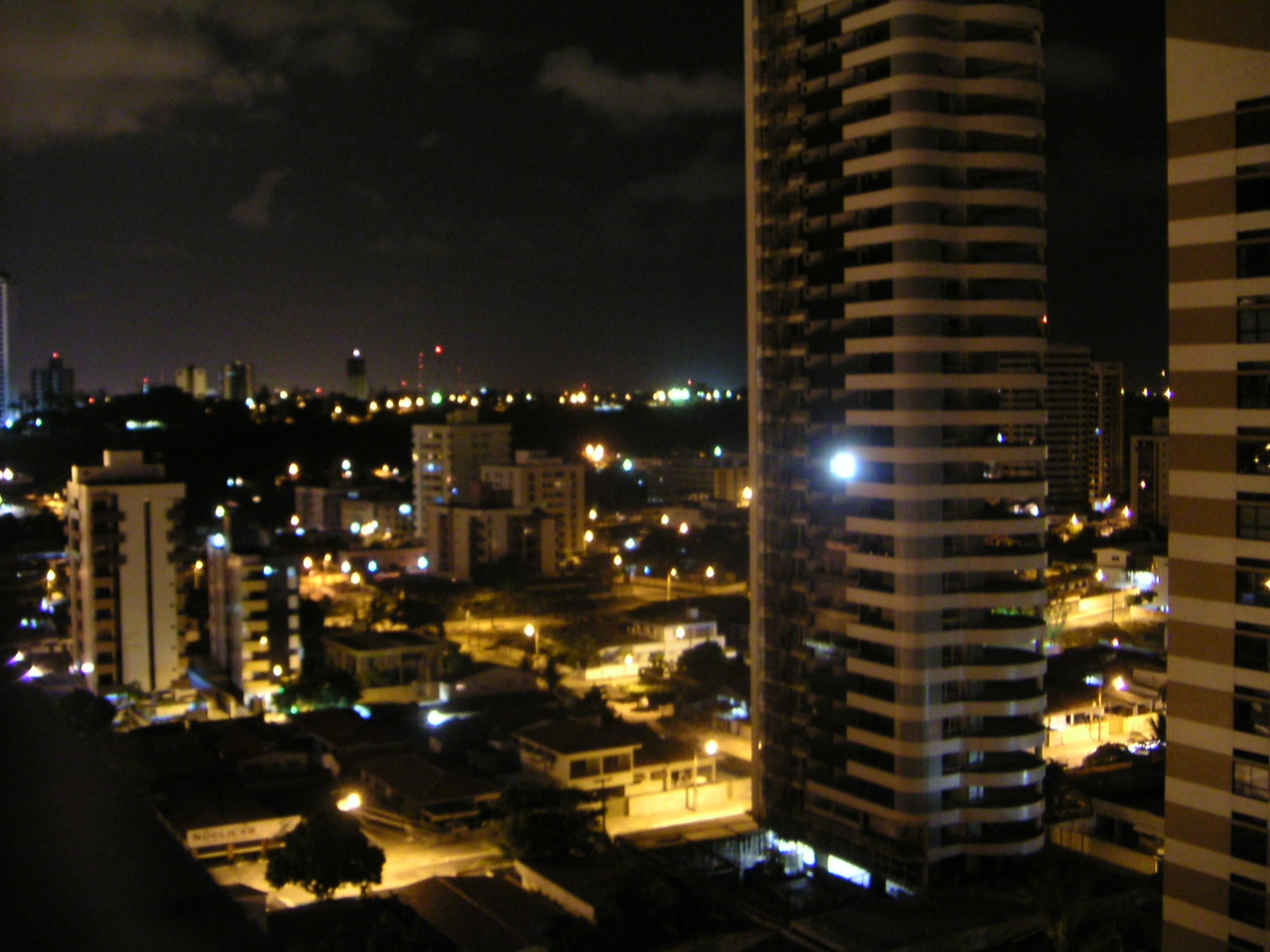
Жуан-Пессоа вночі
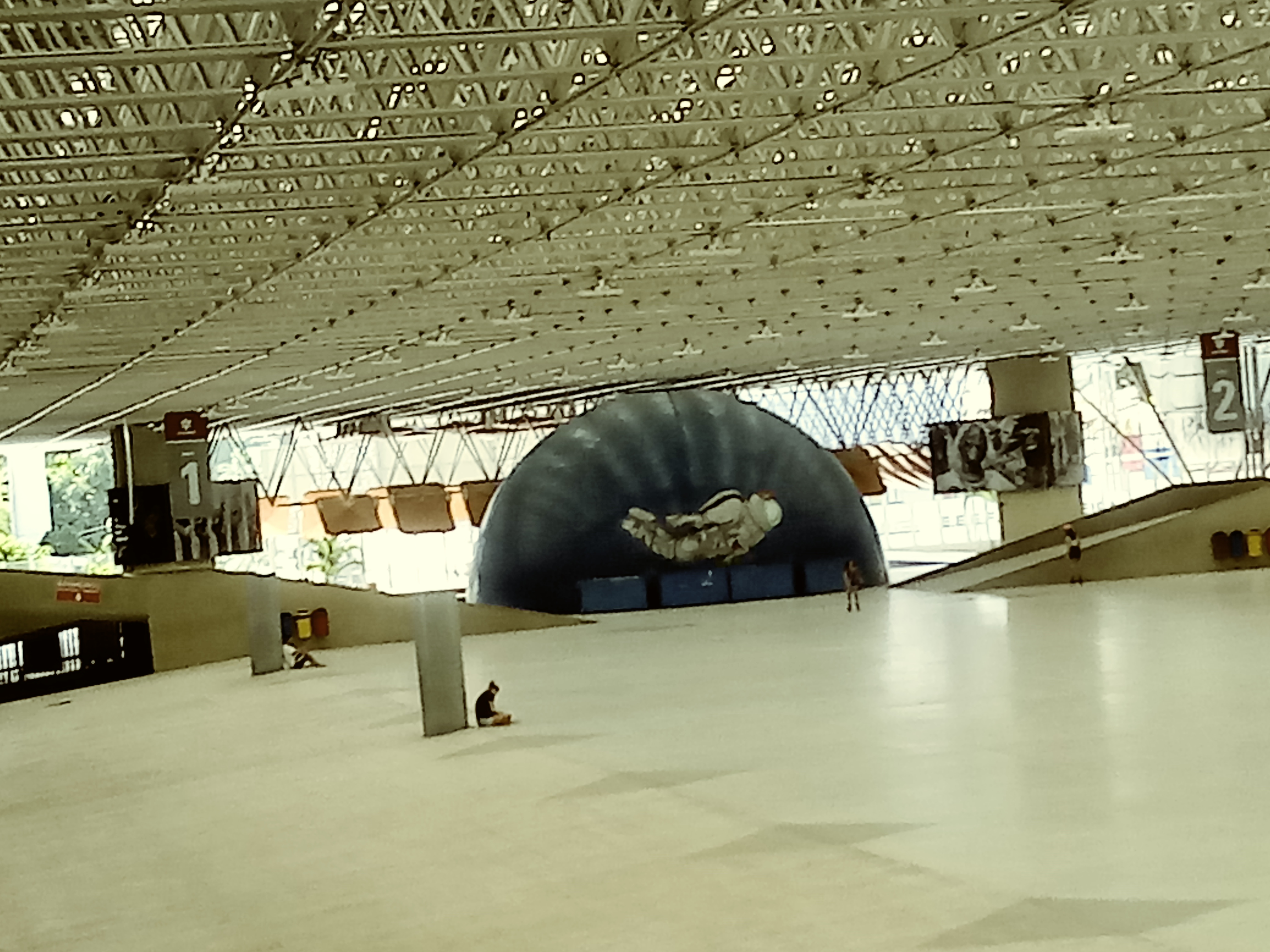
Жозе Лінс робить культурний простір Рего